# Sóvárad

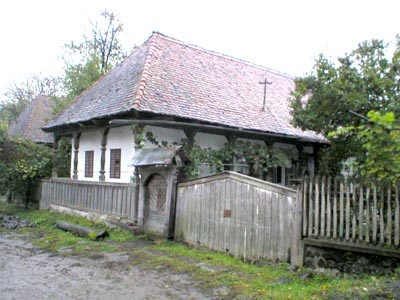
Sóváradi parasztház

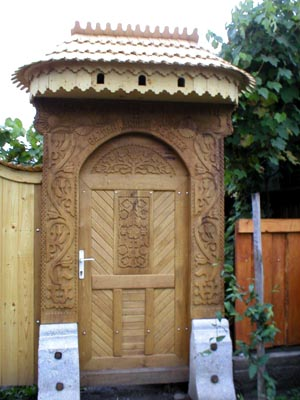
Székelykapu Sóváradon

Sóvárad (románul Sărățeni) község Romániában, Maros megyében.

## Fekvése
A Sóvidék nyugatról első faluja, Szovátától 4 km-re délnyugatra fekszik a Kis-Küküllő felső folyása mellett keskeny völgyben terül el. Köröskörül dombok és hegyek sorakoznak. Keleten Szováta fölött, a Mező-havas 1777 méteres magas csúcsa. Északon a Bekecs látszik 1080, míg délen Siklód hegye 1024 méterével. A terület gazdagon borítja erdő és legelő.

## Története
1332-ben Varad néven említik először.
Területét már a rómaiak is ismerték. Itt volt a római időkben a castrum salivum, vagyis a sóőrzés központi hivatala. A templomtól keletre már házakkal beépített helyen egykori római castrum csekély nyomai látszottak. A falu végében levő Csombod-hegy tetején találhatók várának csekély maradványai. A környező ősvárak legnagyobbika, a székely várrendszer egyik láncszeme volt, a tatárjáráskor pusztult el. A Klastrom-bérce magaslatán a helyiek egykori ferences kolostort emlegetnek. 1910-ben 1946 magyar lakosa volt.
A trianoni békeszerződésig Maros-Torda vármegye Nyárádszeredai járásához tartozott. 1992-ben 1610 lakosából 1391 magyar, 202 cigány, 16 román és 1 német.
1968–2004 között a közeli Szovátához tartozott. 2004. április 10. óta önálló község.

## Látnivalók
- Református temploma 14. századi eredetű, 1767-ben átépítették, majd 1864-ben renoválták és bővítették.
- Határa sósforrásokban rendkívül gazdag.
- Erdélyi népi építészet parasztházai találhatók a faluban.
- Székelykapuk
- Sóváradi falumúzeum (2016)[3]

## Híres emberek
- Váradi Mátyás, pap, orvos (Sóvárad, 1638 – Kézdivásárhely, 1684 után)
- Péterfi Albert, ref. lelkész, pedagógus (Sóvárad, 1800. június 14. – Bukarest, 1850. március 29.)
- Péter Mihály Heinrich, biológus, az MTA külső tagja  (Sóvárad, 1929. május 11. – Marosvásárhely, 2024. december 28.)
- Király László, költő, író, műfordító (Sóvárad 1943. november 19. –)
- Király Béla, költő, esszéista (Sóvárad, 1957. január 25. –)
- Váradi Kis Pál Deák, XVI. századi írásos említésben szerepel a neve – Szentpáli Kornis Mihály , Báthori István fejedelemhez intézett panaszlevelében.

## Testvérvárosai
Első testvérvárosként Sátoraljaújhely városa jelentkezett 2003-ban. A település a Zemplén egyik szellemi központja, a Tokaj-hegyaljai borvidék kereskedővárosa.
- Sátoraljaújhely  Magyarország
- Kőröshegy  Magyarország